# Jatropha erythropoda
Jatropha erythropoda är en törelväxtart som beskrevs av Ferdinand Albin Pax och Käthe Hoffmann. Jatropha erythropoda ingår i släktet Jatropha och familjen törelväxter. Inga underarter finns listade i Catalogue of Life.